# صمیمی
در زیر فهرستی از افراد با نام خانوادگی صمیمی را می‌بینید:
- جلال صمیمی اخترفیزیک‌دان برجسته ایرانی
- عباس صمیمی پرتاب‌گر سابق دیسک
- مینو صمیمی نویسنده و مترجم
- محمد صمیمی پرتاب‌گر دیسک اهل جمهوری اسلامی ایران
- محمد صمیمی (نماینده) از نمایندگان دوره بیستم مجلس شورای ملی
- محمود صمیمی پرتاب‌گر دیسک و برادر کوچکتر عباس صمیمی و محمد صمیمی
- کیوان صمیمی از زندانیان دوران پهلوی
- کامبیز صمیمی‌مفخم